# Station Wielboki
Station Wielboki was een spoorwegstation in de Poolse plaats Wielboki.